# FK Łużany
FK Łużany (ukr. Футбольний клуб «Лужани», Futbolnyj Kłub "Łużany") – ukraiński klub piłkarski z siedzibą w Łużanach w obwodzie czerniowieckim.

## Historia
Chronologia nazw:
- 1947—197?: Kołhospnyk Łużany (ukr. «Колгоспник» Лужани)
- 197?—1996: Kołos Łużany (ukr. «Колос» Лужани)
- 1996—...: FK Łużany (ukr. ФК «Лужани»)

Piłkarska drużyna Kołhospnyk została założona w mieście Łużany w 1947.
Zespół występował w rozgrywkach lokalnych mistrzostw i Pucharu obwodu czerniowieckiego. Długi okres był poza elitą, dopiero w latach 70. XX wieku pod nazwą Kołos został jednym z najlepszych drużyn obwodu. Ale największych sukcesów klub osiągnął dopiero od 1996. W 2000 zdobył Amatorski Puchar Ukrainy. Zespół występuje w rozgrywkach lokalnych mistrzostw i Pucharu obwodu czerniowieckiego oraz w rozgrywkach Amatorskich Mistrzostw Ukrainy. 

## Sukcesy
- brązowy medalista Amatorskich Mistrzostw Ukrainy: 2007
- zdobywca Amatorskiego Pucharu Ukrainy: 2007
- mistrz obwodu czerniowieckiego: 1975, 2008

## Inne
- Bukowyna Czerniowce